# Elezioni comunali in Calabria del 2015
Le elezioni comunali in Calabria del 2015 si tennero il 31 maggio (con ballottaggio il 14 giugno).

## Provincia di Catanzaro

### Lamezia Terme
| Candidati                            | Candidati                  | II turno                   | II turno                   | I turno | I turno | Liste                        | Voti   | %     | Seggi |
| Candidati                            | Candidati                  | Voti                       | %                          | Voti    | %       | Liste                        | Voti   | %     | Seggi |
| ------------------------------------ | -------------------------- | -------------------------- | -------------------------- | ------- | ------- | ---------------------------- | ------ | ----- | ----- |
|                                      | Paolo Mascaro ✔️ Sindaco   | 16 011                     | 59,96                      | 16 475  | 41,59   | Forza Italia                 | 4 750  | 12,29 | 5     |
| Lamezia Unita                        | Paolo Mascaro ✔️ Sindaco   | 16 011                     | 59,96                      | 16 475  | 41,59   | 3 133                        | 8,10   | 3     |       |
| Paolo Mascaro Sindaco                | Paolo Mascaro ✔️ Sindaco   | 16 011                     | 59,96                      | 16 475  | 41,59   | 2 817                        | 7,29   | 2     |       |
| Unione di Centro                     | Paolo Mascaro ✔️ Sindaco   | 16 011                     | 59,96                      | 16 475  | 41,59   | 2 260                        | 5,85   | 2     |       |
| Nuovo Centrodestra                   | Paolo Mascaro ✔️ Sindaco   | 16 011                     | 59,96                      | 16 475  | 41,59   | 1 434                        | 3,71   | 1     |       |
| Lamezia & Libertà                    | Paolo Mascaro ✔️ Sindaco   | 16 011                     | 59,96                      | 16 475  | 41,59   | 1 116                        | 2,89   | 1     |       |
| Movimento Territorio e Lavoro        | Paolo Mascaro ✔️ Sindaco   | 16 011                     | 59,96                      | 16 475  | 41,59   | 1 075                        | 2,78   | 1     |       |
| Insieme per Cambiare (Nuovo PSI-PRI) | Paolo Mascaro ✔️ Sindaco   | 16 011                     | 59,96                      | 16 475  | 41,59   | 949                          | 2,45   | –     |       |
| Nuovo CDU                            | Paolo Mascaro ✔️ Sindaco   | 16 011                     | 59,96                      | 16 475  | 41,59   | 322                          | 0,83   | –     |       |
|                                      | Tommaso Francesco Sonni    | 10 691                     | 40,04                      | 10 201  | 25,75   | Partito Democratico          | 4 522  | 11,70 | 2     |
| Sonni Sindaco con Città Reattiva     | Tommaso Francesco Sonni    | 10 691                     | 40,04                      | 10 201  | 25,75   | 2 724                        | 7,05   | 1     |       |
| Lamezia Insieme                      | Tommaso Francesco Sonni    | 10 691                     | 40,04                      | 10 201  | 25,75   | 1 815                        | 4,70   | 1     |       |
| Democratici per Lamezia              | Tommaso Francesco Sonni    | 10 691                     | 40,04                      | 10 201  | 25,75   | 1 391                        | 3,60   | –     |       |
| Seggio di coalizione                 | Seggio di coalizione       | Seggio di coalizione       | 40,04                      | 10 201  | 25,75   | 1                            |        |       |       |
|                                      | Pasqualino Ruberto         | Pasqualino Ruberto         | Pasqualino Ruberto         | 7 088   | 17,89   | Pasqualino Ruberto Sindaco   | 3 306  | 8,55  | 2     |
| Labor Laboratorio Politico Culturale | Pasqualino Ruberto         | Pasqualino Ruberto         | Pasqualino Ruberto         | 7 088   | 17,89   | 1 470                        | 3,80   | –     |       |
| Fratelli d'Italia                    | Pasqualino Ruberto         | Pasqualino Ruberto         | Pasqualino Ruberto         | 7 088   | 17,89   | 800                          | 2,07   | –     |       |
| Rinascita di Lamezia                 | Pasqualino Ruberto         | Pasqualino Ruberto         | Pasqualino Ruberto         | 7 088   | 17,89   | 256                          | 0,66   | –     |       |
| Lamezia nel Cuore                    | Pasqualino Ruberto         | Pasqualino Ruberto         | Pasqualino Ruberto         | 7 088   | 17,89   | 221                          | 0,57   | –     |       |
| Lavoro per Lamezia                   | Pasqualino Ruberto         | Pasqualino Ruberto         | Pasqualino Ruberto         | 7 088   | 17,89   | 58                           | 0,15   | –     |       |
| Seggio di coalizione                 | Seggio di coalizione       | Seggio di coalizione       | Pasqualino Ruberto         | 7 088   | 17,89   | 1                            |        |       |       |
|                                      | Gennaro Domenico Gianturco | Gennaro Domenico Gianturco | Gennaro Domenico Gianturco | 2 560   | 6,46    | Sovranità Prima gli Italiani | 1 080  | 2,79  | –     |
| Mimmo Gianturco Sindaco              | Gennaro Domenico Gianturco | Gennaro Domenico Gianturco | Gennaro Domenico Gianturco | 2 560   | 6,46    | 673                          | 1,74   | –     |       |
| Seggio di coalizione                 | Seggio di coalizione       | Seggio di coalizione       | Gennaro Domenico Gianturco | 2 560   | 6,46    | 1                            |        |       |       |
|                                      | Giuseppe D'Ippolito        | Giuseppe D'Ippolito        | Giuseppe D'Ippolito        | 1 792   | 4,52    | Movimento 5 Stelle           | 1 136  | 2,94  | –     |
|                                      | Nicola Mazzocca            | Nicola Mazzocca            | Nicola Mazzocca            | 1 496   | 3,78    | Idee in Movimento            | 1 350  | 3,49  | –     |
| Totale                               | Totale                     | 26 702                     | 100                        | 39 612  | 100     |                              | 38 658 | 100   | 24    |
|                                      |                            |                            |                            |         |         |                              |        |       |       |
| Fonte: Ministero dell'interno        |                            |                            |                            |         |         |                              |        |       |       |

## Provincia di Cosenza

### Castrovillari
| Candidati                      | Candidati                     | II turno             | II turno            | I turno | I turno | Liste               | Voti   | %     | Seggi |
| Candidati                      | Candidati                     | Voti                 | %                   | Voti    | %       | Liste               | Voti   | %     | Seggi |
| ------------------------------ | ----------------------------- | -------------------- | ------------------- | ------- | ------- | ------------------- | ------ | ----- | ----- |
|                                | Domenico Lo Polito ✔️ Sindaco | 4 941                | 50,06               | 5 219   | 43,54   | Partito Democratico | 2 184  | 18,80 | 4     |
| Progressisti per Castrovillari | Domenico Lo Polito ✔️ Sindaco | 4 941                | 50,06               | 5 219   | 43,54   | 1 403               | 12,08  | 3     |       |
| Democratici per Castrovillari  | Domenico Lo Polito ✔️ Sindaco | 4 941                | 50,06               | 5 219   | 43,54   | 1 154               | 9,93   | 2     |       |
| Nuovi Percorsi                 | Domenico Lo Polito ✔️ Sindaco | 4 941                | 50,06               | 5 219   | 43,54   | 731                 | 6,29   | 1     |       |
|                                | Giuseppe Santagada            | 4 930                | 49,94               | 4 440   | 37,04   | Città Viva          | 1 419  | 12,21 | 1     |
| Solidarietà e Partecipazione   | Giuseppe Santagada            | 4 930                | 49,94               | 4 440   | 37,04   | 1 382               | 11,90  | 1     |       |
| Castrovillari Solidale         | Giuseppe Santagada            | 4 930                | 49,94               | 4 440   | 37,04   | 954                 | 8,21   | 1     |       |
| Partecipa Castrovillari        | Giuseppe Santagada            | 4 930                | 49,94               | 4 440   | 37,04   | 660                 | 5,68   | –     |       |
| Seggio di coalizione           | Seggio di coalizione          | Seggio di coalizione | 49,94               | 4 440   | 37,04   | 1                   |        |       |       |
|                                | Francesco Battaglia           | Francesco Battaglia  | Francesco Battaglia | 1 113   | 9,29    | Fratelli d'Italia   | 822    | 7,08  | –     |
| Seggio di coalizione           | Seggio di coalizione          | Seggio di coalizione | Francesco Battaglia | 1 113   | 9,29    | 1                   |        |       |       |
|                                | Eugenio Salerno               | Eugenio Salerno      | Eugenio Salerno     | 619     | 5,16    | Unione di Centro    | 491    | 4,23  | –     |
|                                | Marilina Capano               | Marilina Capano      | Marilina Capano     | 595     | 4,96    | Movimento 5 Stelle  | 418    | 3,60  | –     |
| Totale                         | Totale                        | 9 871                | 100                 | 11 986  | 100     |                     | 11 618 | 100   | 16    |
|                                |                               |                      |                     |         |         |                     |        |       |       |
| Fonte: Ministero dell'interno  |                               |                      |                     |         |         |                     |        |       |       |

### San Giovanni in Fiore
|                               | Giuseppe Belcastro ✔️ Sindaco | 9 431                | 89,24 | Partito Democratico | 3 128  | 29,91 | 5  |  |  |
| Democratici Progressisti      | Giuseppe Belcastro ✔️ Sindaco | 9 431                | 89,24 | 1 658               | 15,85  | 3     |    |  |  |
| Avantitutta                   | Giuseppe Belcastro ✔️ Sindaco | 9 431                | 89,24 | 1 612               | 15,41  | 3     |    |  |  |
| Partito Socialista Italiano   | Giuseppe Belcastro ✔️ Sindaco | 9 431                | 89,24 | 1 158               | 11,07  | 2     |    |  |  |
| Rinascita Democratica         | Giuseppe Belcastro ✔️ Sindaco | 9 431                | 89,24 | 1 051               | 10,05  | 1     |    |  |  |
| Unione di Centro              | Giuseppe Belcastro ✔️ Sindaco | 9 431                | 89,24 | 1 050               | 10,04  | 1     |    |  |  |
|                               | Antonio Lopez                 | 1 137                | 10,76 | Fratelli d'Italia   | 801    | 7,66  | –  |  |  |
| Seggio di coalizione          | Seggio di coalizione          | Seggio di coalizione | 10,76 | 1                   |        |       |    |  |  |
| Totale                        | Totale                        | 10 568               | 100   |                     | 10 458 | 100   | 16 |  |  |
|                               |                               |                      |       |                     |        |       |    |  |  |
| Fonte: Ministero dell'interno |                               |                      |       |                     |        |       |    |  |  |

## Provincia di Reggio Calabria

### Gioia Tauro
| Candidati                     | Candidati                | II turno             | II turno          | I turno | I turno | Liste               | Voti   | %     | Seggi |
| Candidati                     | Candidati                | Voti                 | %                 | Voti    | %       | Liste               | Voti   | %     | Seggi |
| ----------------------------- | ------------------------ | -------------------- | ----------------- | ------- | ------- | ------------------- | ------ | ----- | ----- |
|                               | Giuseppe Pedà ✔️ Sindaco | 5 278                | 57,16             | 3 915   | 35,64   | Forza Italia        | 1 193  | 11,40 | 3     |
| Pro Quartieri                 | Giuseppe Pedà ✔️ Sindaco | 5 278                | 57,16             | 3 915   | 35,64   | 1 077               | 10,29  | 3     |       |
| Area Popolare                 | Giuseppe Pedà ✔️ Sindaco | 5 278                | 57,16             | 3 915   | 35,64   | 806                 | 7,70   | 2     |       |
| Insieme per Gioia             | Giuseppe Pedà ✔️ Sindaco | 5 278                | 57,16             | 3 915   | 35,64   | 535                 | 5,11   | 1     |       |
| Alternativa per Gioia         | Giuseppe Pedà ✔️ Sindaco | 5 278                | 57,16             | 3 915   | 35,64   | 314                 | 3,00   | 1     |       |
| Centro Democratico            | Giuseppe Pedà ✔️ Sindaco | 5 278                | 57,16             | 3 915   | 35,64   | 216                 | 2,06   | –     |       |
|                               | Aldo Alessio             | 3 996                | 43,27             | 2 514   | 22,89   | Partito Democratico | 1 264  | 12,07 | 1     |
| La Città Futura               | Aldo Alessio             | 3 996                | 43,27             | 2 514   | 22,89   | 688                 | 6,57   | –     |       |
| Seggio di coalizione          | Seggio di coalizione     | Seggio di coalizione | 43,27             | 2 514   | 22,89   | 1                   |        |       |       |
|                               | Rosario Schiavone        | Rosario Schiavone    | Rosario Schiavone | 1 634   | 14,88   | Schiavone Sindaco   | 865    | 8,26  | 1     |
| Gioia in Azione               | Rosario Schiavone        | Rosario Schiavone    | Rosario Schiavone | 1 634   | 14,88   | 312                 | 2,98   | –     |       |
| Movimento delle 12 Scimmie    | Rosario Schiavone        | Rosario Schiavone    | Rosario Schiavone | 1 634   | 14,88   | 306                 | 2,92   | –     |       |
| Seggio di coalizione          | Seggio di coalizione     | Seggio di coalizione | Rosario Schiavone | 1 634   | 14,88   | 1                   |        |       |       |
|                               | Renato Bellofiore        | Renato Bellofiore    | Renato Bellofiore | 1 535   | 13,97   | Lista Bellofiore    | 710    | 6,78  | –     |
| Cittadinanza Democratica      | Renato Bellofiore        | Renato Bellofiore    | Renato Bellofiore | 1 535   | 13,97   | 707                 | 6,75   | –     |       |
| Seggio di coalizione          | Seggio di coalizione     | Seggio di coalizione | Renato Bellofiore | 1 535   | 13,97   | 1                   |        |       |       |
|                               | Giuseppe Zappalà         | Giuseppe Zappalà     | Giuseppe Zappalà  | 1 386   | 12,62   | Zappalà Sindaco     | 485    | 4,63  | –     |
| I Giovani...per Cambiare      | Giuseppe Zappalà         | Giuseppe Zappalà     | Giuseppe Zappalà  | 1 386   | 12,62   | 329                 | 3,14   | –     |       |
| Noi con Zappalà               | Giuseppe Zappalà         | Giuseppe Zappalà     | Giuseppe Zappalà  | 1 386   | 12,62   | 288                 | 2,75   | –     |       |
| Movimento Social Popolare     | Giuseppe Zappalà         | Giuseppe Zappalà     | Giuseppe Zappalà  | 1 386   | 12,62   | 261                 | 2,49   | –     |       |
| Nuovo CDU                     | Giuseppe Zappalà         | Giuseppe Zappalà     | Giuseppe Zappalà  | 1 386   | 12,62   | 113                 | 1,08   | –     |       |
| Seggio di coalizione          | Seggio di coalizione     | Seggio di coalizione | Giuseppe Zappalà  | 1 386   | 12,62   | 1                   |        |       |       |
| Totale                        | Totale                   | 9 234                | 100               | 10 984  | 100     |                     | 10 469 | 100   | 16    |
|                               |                          |                      |                   |         |         |                     |        |       |       |
| Fonte: Ministero dell'interno |                          |                      |                   |         |         |                     |        |       |       |

### Siderno
|                               | Pietro Fuda ✔️ Sindaco | 7 949                | 82,04 | Centro Democratico        | 2 667 | 27,93 | 5  |  |  |
| Partito Democratico           | Pietro Fuda ✔️ Sindaco | 7 949                | 82,04 | 2 579                     | 27,01 | 5     |    |  |  |
| Fattore Comune                | Pietro Fuda ✔️ Sindaco | 7 949                | 82,04 | 1 716                     | 17,97 | 3     |    |  |  |
| Siderno Libera                | Pietro Fuda ✔️ Sindaco | 7 949                | 82,04 | 975                       | 10,21 | 1     |    |  |  |
|                               | Pietro Sgarlato        | 964                  | 9,95  | Moderati di Centro Destra | 568   | 5,95  | –  |  |  |
| Forza Italia                  | Pietro Sgarlato        | 964                  | 9,95  | 406                       | 4,25  | –     |    |  |  |
| Seggio di coalizione          | Seggio di coalizione   | Seggio di coalizione | 9,95  | 1                         |       |       |    |  |  |
|                               | Giuseppe Caruso        | 776                  | 8,01  | Volo Io Voto Libero       | 639   | 6,69  | –  |  |  |
| Seggio di coalizione          | Seggio di coalizione   | Seggio di coalizione | 8,01  | 1                         |       |       |    |  |  |
| Totale                        | Totale                 | 9 689                | 100   |                           | 9 550 | 100   | 16 |  |  |
|                               |                        |                      |       |                           |       |       |    |  |  |
| Fonte: Ministero dell'interno |                        |                      |       |                           |       |       |    |  |  |

### Taurianova
| Candidati                                    | Candidati                | II turno             | II turno          | I turno | I turno | Liste                      | Voti  | %     | Seggi |
| Candidati                                    | Candidati                | Voti                 | %                 | Voti    | %       | Liste                      | Voti  | %     | Seggi |
| -------------------------------------------- | ------------------------ | -------------------- | ----------------- | ------- | ------- | -------------------------- | ----- | ----- | ----- |
|                                              | Fabio Scionti ✔️ Sindaco | 4 169                | 51,39             | 3 528   | 38,80   | Partito Democratico        | 1 274 | 14,36 | 4     |
| Comitato Civico Scionti Sindaco              | Fabio Scionti ✔️ Sindaco | 4 169                | 51,39             | 3 528   | 38,80   | 705                        | 7,94  | 2     |       |
| Impresa Calabria                             | Fabio Scionti ✔️ Sindaco | 4 169                | 51,39             | 3 528   | 38,80   | 536                        | 6,04  | 2     |       |
| A Testa Alta                                 | Fabio Scionti ✔️ Sindaco | 4 169                | 51,39             | 3 528   | 38,80   | 534                        | 6,02  | 2     |       |
| Unione di Centro                             | Fabio Scionti ✔️ Sindaco | 4 169                | 51,39             | 3 528   | 38,80   | 193                        | 2,17  | –     |       |
| Riparte il Sud                               | Fabio Scionti ✔️ Sindaco | 4 169                | 51,39             | 3 528   | 38,80   | 188                        | 2,12  | –     |       |
|                                              | Rocco Biasi              | 3 944                | 48,61             | 3 621   | 39,82   | Cultura e Identità         | 1 561 | 17,59 | 2     |
| Noi con Biasi                                | Rocco Biasi              | 3 944                | 48,61             | 3 621   | 39,82   | 952                        | 10,73 | 1     |       |
| San Martino Unito                            | Rocco Biasi              | 3 944                | 48,61             | 3 621   | 39,82   | 560                        | 6,31  | –     |       |
| La Città Rinasce                             | Rocco Biasi              | 3 944                | 48,61             | 3 621   | 39,82   | 492                        | 5,54  | –     |       |
| Seggio di coalizione                         | Seggio di coalizione     | Seggio di coalizione | 48,61             | 3 621   | 39,82   | 1                          |       |       |       |
|                                              | Concetta Nicolosi        | Concetta Nicolosi    | Concetta Nicolosi | 1 506   | 16,56   | Uniti per Taurianova       | 491   | 5,53  | 1     |
| Leali alla Città                             | Concetta Nicolosi        | Concetta Nicolosi    | Concetta Nicolosi | 1 506   | 16,56   | 413                        | 4,65  | –     |       |
| Ricostruire Taurianova                       | Concetta Nicolosi        | Concetta Nicolosi    | Concetta Nicolosi | 1 506   | 16,56   | 266                        | 3,00  | –     |       |
| Andare Oltre                                 | Concetta Nicolosi        | Concetta Nicolosi    | Concetta Nicolosi | 1 506   | 16,56   | 209                        | 2,36  | –     |       |
| Masaniello Movimento Territoriale per il Sud | Concetta Nicolosi        | Concetta Nicolosi    | Concetta Nicolosi | 1 506   | 16,56   | 104                        | 1,17  | –     |       |
| Taurianova Orgoglio Sud                      | Concetta Nicolosi        | Concetta Nicolosi    | Concetta Nicolosi | 1 506   | 16,56   | 73                         | 0,82  | –     |       |
| Taurianova Liberamente                       | Concetta Nicolosi        | Concetta Nicolosi    | Concetta Nicolosi | 1 506   | 16,56   | 18                         | 0,20  | –     |       |
| Seggio di coalizione                         | Seggio di coalizione     | Seggio di coalizione | Concetta Nicolosi | 1 506   | 16,56   | 1                          |       |       |       |
|                                              | Michele Gullace          | Michele Gullace      | Michele Gullace   | 349     | 3,84    | Liberi di Ricominciare     | 234   | 2,64  | –     |
|                                              | Giuseppe Ciano           | Giuseppe Ciano       | Giuseppe Ciano    | 89      | 0,98    | Comuniste/i per Taurianova | 71    | 0,80  | –     |
| Totale                                       | Totale                   | 8 113                | 100               | 9 093   | 100     |                            | 8 874 | 100   | 16    |
|                                              |                          |                      |                   |         |         |                            |       |       |       |
| Fonte: Ministero dell'interno                |                          |                      |                   |         |         |                            |       |       |       |

## Provincia di Vibo Valentia

### Vibo Valentia
|                               | Elio Costa ✔️ Sindaco    | 10 327               | 50,80 | La Città che Vorrei | 2 360  | 11,75 | 5  |  |  |
| Vibo Unica                    | Elio Costa ✔️ Sindaco    | 10 327               | 50,80 | 2 022               | 10,07  | 4     |    |  |  |
| Liberali per Vibo             | Elio Costa ✔️ Sindaco    | 10 327               | 50,80 | 1 855               | 9,24   | 4     |    |  |  |
| Liberamente Insieme           | Elio Costa ✔️ Sindaco    | 10 327               | 50,80 | 1 388               | 6,91   | 3     |    |  |  |
| Per Vibo Valentia Popolare    | Elio Costa ✔️ Sindaco    | 10 327               | 50,80 | 1 268               | 6,31   | 2     |    |  |  |
| Alleanza per Vibo             | Elio Costa ✔️ Sindaco    | 10 327               | 50,80 | 1 007               | 5,01   | 2     |    |  |  |
| Rete Civica Vibonese          | Elio Costa ✔️ Sindaco    | 10 327               | 50,80 | 215                 | 1,07   | –     |    |  |  |
|                               | Antonio Maria Lo Schiavo | 7 574                | 37,26 | Partito Democratico | 3 103  | 15,45 | 4  |  |  |
| Lo Schiavo Sindaco            | Antonio Maria Lo Schiavo | 7 574                | 37,26 | 2 543               | 12,66  | 4     |    |  |  |
| Democratici                   | Antonio Maria Lo Schiavo | 7 574                | 37,26 | 1 573               | 7,83   | 2     |    |  |  |
| Sinistra Ecologia Libertà     | Antonio Maria Lo Schiavo | 7 574                | 37,26 | 599                 | 2,98   | –     |    |  |  |
| Start                         | Antonio Maria Lo Schiavo | 7 574                | 37,26 | 39                  | 0,19   | –     |    |  |  |
| Seggio di coalizione          | Seggio di coalizione     | Seggio di coalizione | 37,26 | 1                   |        |       |    |  |  |
|                               | Cesare Pasqua            | 931                  | 4,58  | Territori e Libertà | 888    | 4,42  | –  |  |  |
| Seggio di coalizione          | Seggio di coalizione     | Seggio di coalizione | 4,58  | 1                   |        |       |    |  |  |
|                               | Antonio D'Agostino       | 924                  | 4,55  | Cambiamo Vibo       | 662    | 3,30  | –  |  |  |
|                               | Francesco Bevilacqua     | 571                  | 2,81  | Fratelli d'Italia   | 559    | 2,78  | –  |  |  |
| Totale                        | Totale                   | 20 327               | 100   |                     | 20 081 | 100   | 32 |  |  |
|                               |                          |                      |       |                     |        |       |    |  |  |
| Fonte: Ministero dell'interno |                          |                      |       |                     |        |       |    |  |  |